# Pont aux Aigles
Le pont aux Aigles (bulgare : Орлов мост, Orlov most) est un pont sur la rivière Perlovska à Sofia, capitale de la Bulgarie, orné de quatre sculptures d’aigles protecteurs.
Il est situé à la jonction entre le stade Vasil Levski, le monument aux soldats de l’Armée soviétique, le parc Knyaz-Borisova gradina et le lac Ariana, à proximité de l’université.
Il est construit en 1891 par l’architecte tchèque Václav Prošek, son frère Jozef ainsi que ses cousins Bohdan and Jiří, par ailleurs également auteurs du Lavov most de Sofia en 1889 dont le thème est celui du lion.

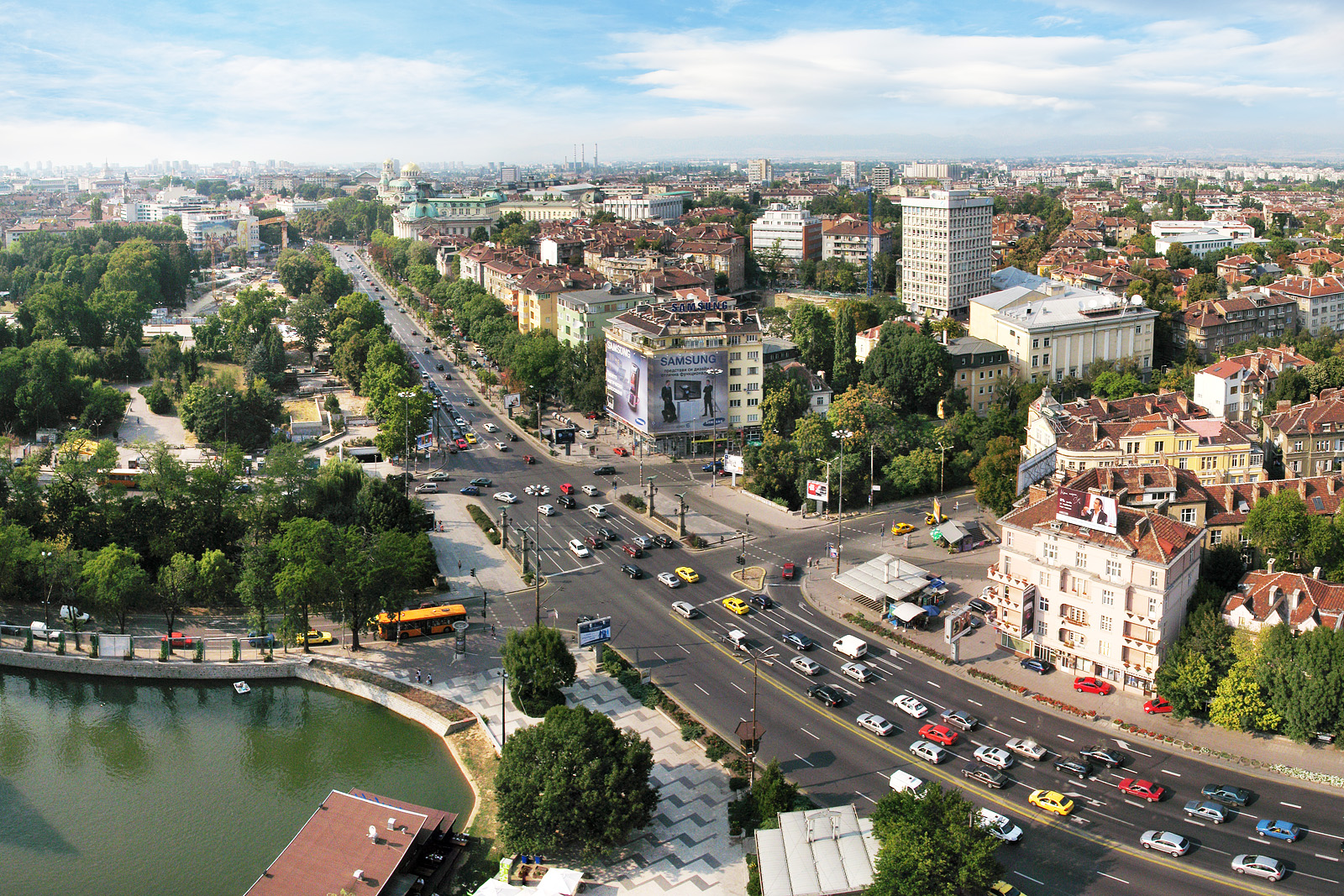
Vue aérienne du carrefour d’Orlov Most